# Clostera anachoreta
Clostera anachoreta (tên tiếng Anh: Scarce Chocolate-tip) là một loài bướm đêm thuộc họ Notodontidae. Loài này có ở châu Âu up to Nhật Bản và Hàn Quốc.

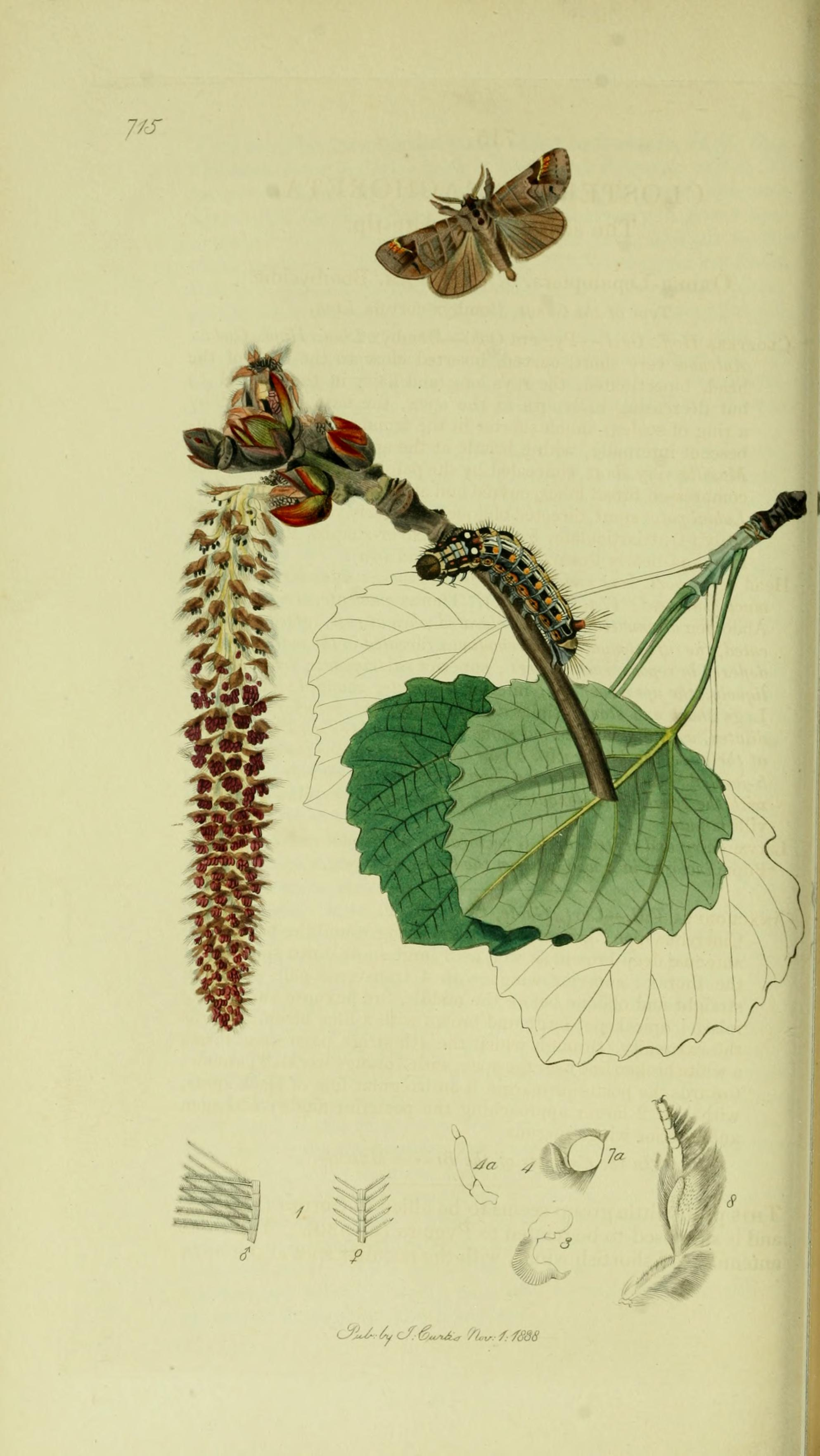
Hình minh họa của John Curtis's British Entomology Volume 5

Sải cánh dài khoảng 37 mm. Con trưởng thành bay từ tháng 4 đến tháng 8 làm hai đợt tùy theo địa điểm.
Ấu trùng ăn các loài Populus và Salix.

## Hình ảnh

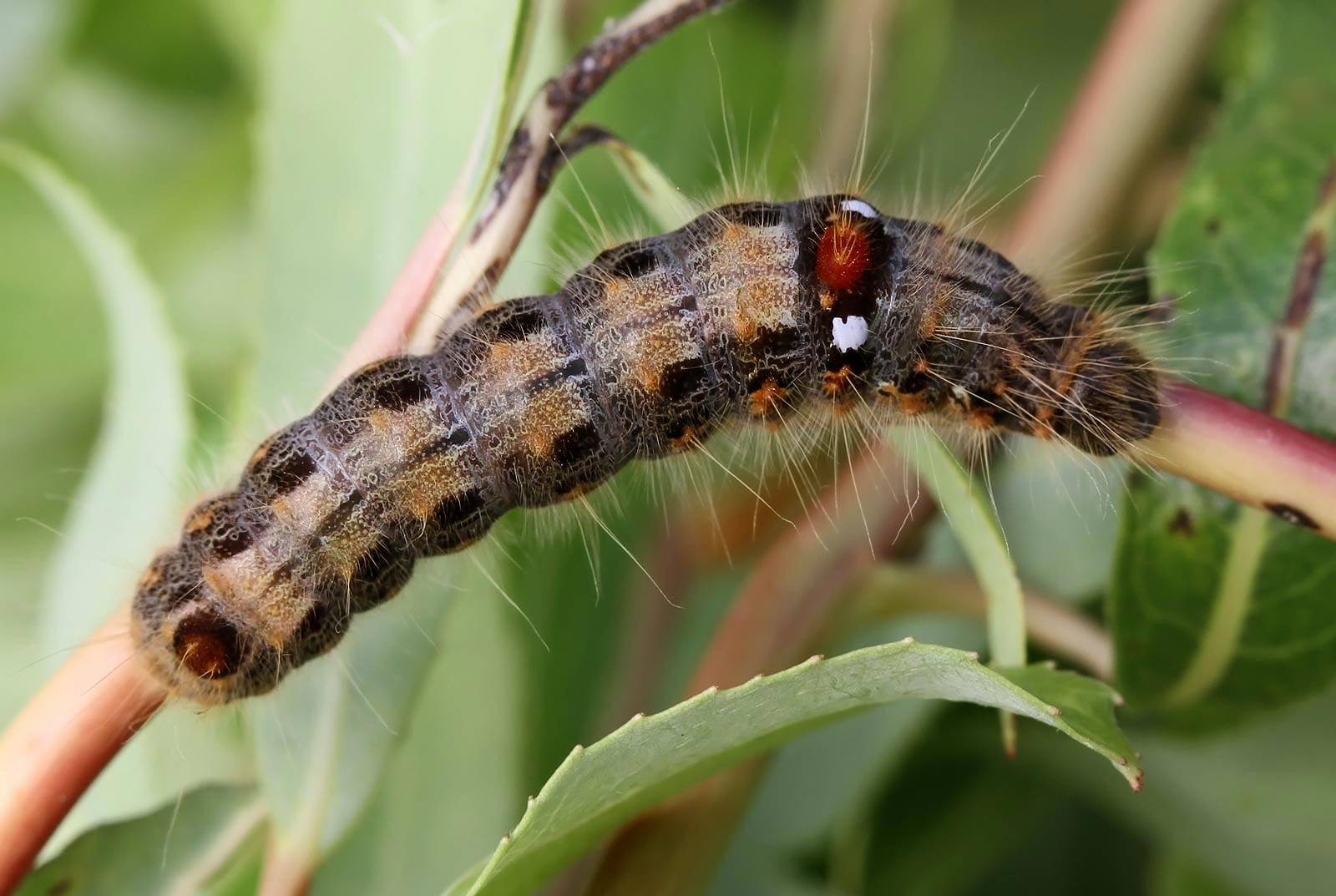
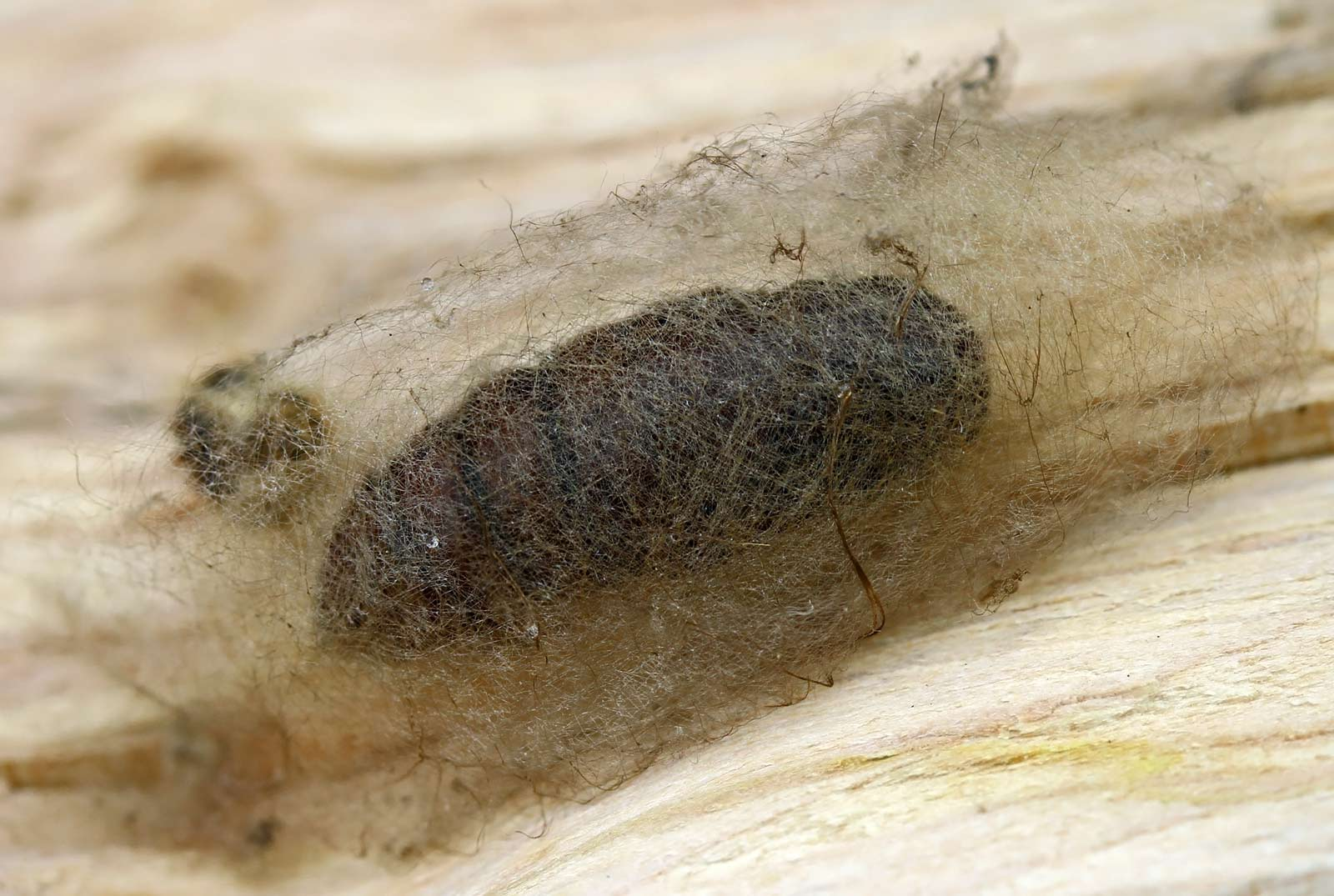
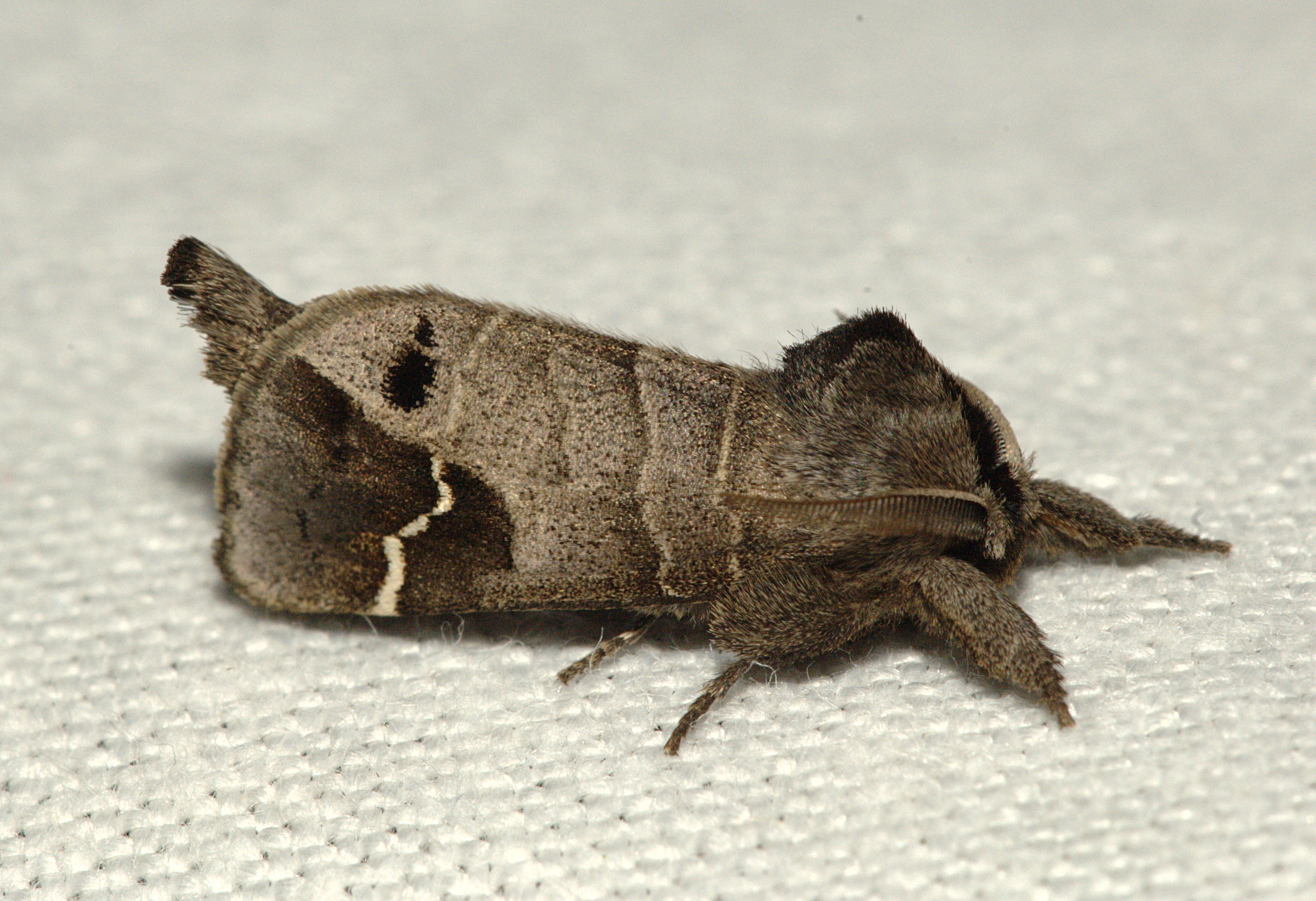
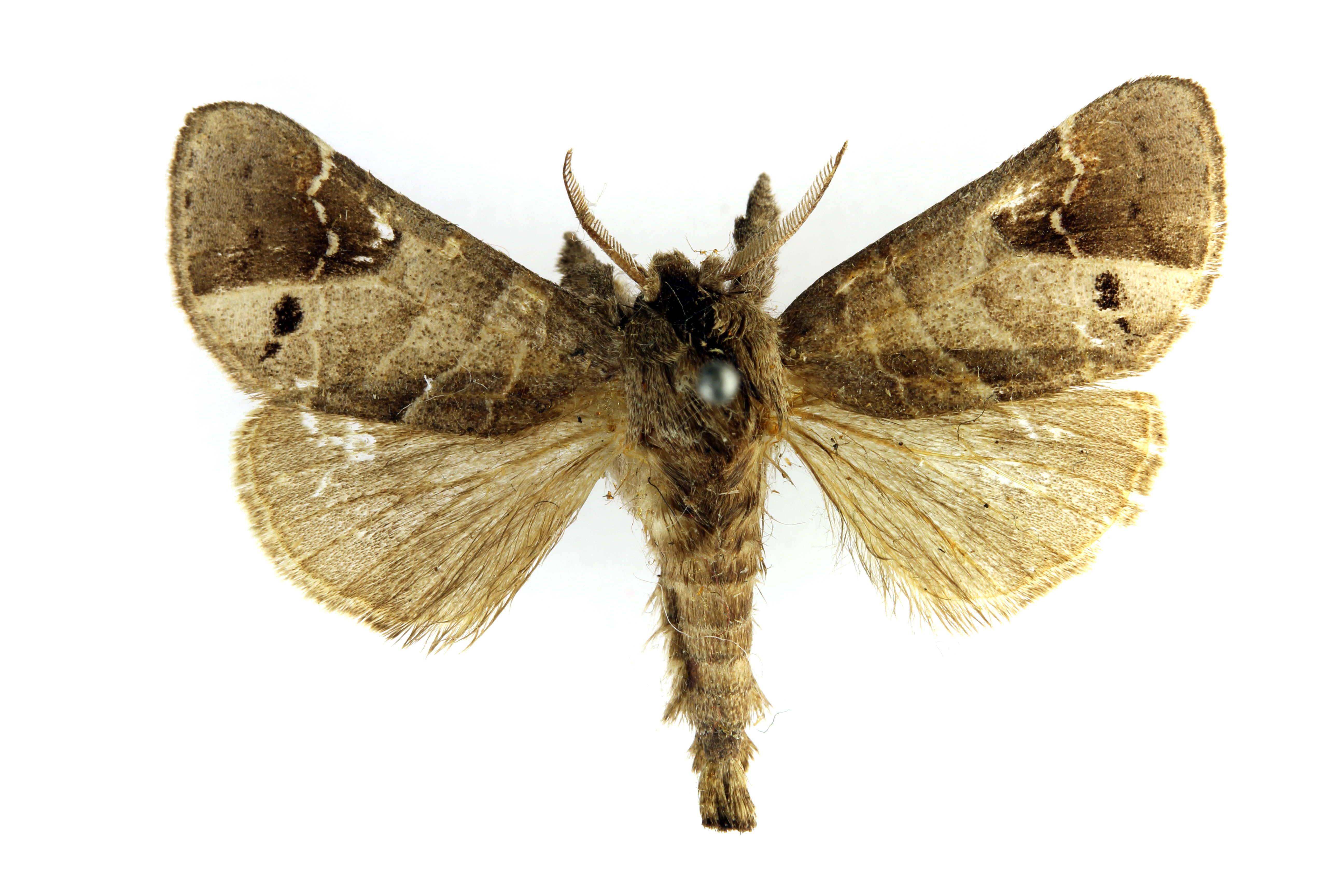